# Friedrich Dehnhardt
Friedrich Dehnhardt, né le 22 septembre 1787 à Northeim et mort le 1er mai 1870 à Naples, est un jardinier prussien. Il passe une grande partie de sa carrière professionnelle à Naples.

## Biographie
Friedrich Dehnhardt est jardinier en chef de l'Hortus Camaldulensis di Napoli, les jardins de Camaldoli à Naples, propriété du comte de Camaldoli, Francesco Ricciardi. C'est dans ces jardins que Dehnhardt a décrit le spécimen type d'Eucalyptus camaldulensis en 1832, créé à partir de graines envoyées par le botaniste Allan Cunningham après un voyage de collecte en 1817 à Condobolin, en Nouvelle-Galles du Sud. À Naples, ces arbres ont été abattus dans les années 1920 et leur description botanique est restée perdue pendant presque un siècle, ne refaisant surface qu'en 1920
La collection de spécimens botaniques de Dehnhardt se trouve au Musée d'histoire naturelle de Vienne, en Autriche. Cette présence d'eucalyptus au début du XIXe siècle en Europe est antérieure à la promotion du genre par Ferdinand von Mueller. 
Friedrich Dehnhardt est connu pour l'aménagement du parc de Capodimonte, vers 1840. 
Il meurt à Naples en 1870, et il est inhumé au cimetière anglais de Naples.